# Avanton
Avanton település Franciaországban, Vienne megyében. Lakosainak száma 2227 fő (2022. január 1.). Avanton Chasseneuil-du-Poitou, Cissé, Migné-Auxances, Neuville-de-Poitou és Jaunay-Marigny községekkel határos.

## Népesség
A település népességének változása:
| Lakosok száma | 1951 | 2115 | 2182 | 2175 | 2188 | 2200 | 2213 | 2221 | 2227 |
|               | 2013 | 2015 | 2016 | 2017 | 2018 | 2019 | 2020 | 2021 | 2022 |